# لينكلون
لينكلون (بالبرتغالية: Lincoln Henrique Oliveira dos Santos) (7 نوفمبر 1998 ببورتو أليغري في البرازيل - ) هو لاعب كرة قدم برازيلي في مركز الوسط. شارك مع منتخب البرازيل تحت 17 سنة لكرة القدم. أما مع النوادي، فقد لعب مع غريميو بورتو أليغرينزي.

## وصلات خارجية
- لينكلون على موقع الاتحاد الدولي (مؤرشف)  (الإنجليزية)
- لينكلون على موقع اتحاد تركيا (لاعب) (الإنجليزية)
- لينكلون على موقع قاعدة بيانات كرة القدم.إي يو (الإنجليزية)
- لينكلون على موقع Soccerway.com (الإنجليزية)
- لينكلون على موقع عالم كرة القدم.نت (الإنجليزية)